# Dark of the Moon (tomik Sary Teasdale)
Dark of the Moon – tomik amerykańskiej poetki Sary Teasdale, opublikowany w 1926.